# 마크 그루질라넥
마크 제임스 그루질라넥(영어: Mark James Grudzielanek, 1970년 6월 30일 ~ )은 전 메이저 리그 클리블랜드 인디언스의 선수이자, 현재 트리플A 샬럿 나이츠의 감독이다.

## 수상·타이틀 경력
- 2006년 아메리칸리그 골드글러브 2루수부문